# Klášter Koruna Panny Marie
Klášter Koruna Panny Marie (latinsky Corona Sanctae Mariae, německy Kloster Maria Krön) v Třebařově u Krasíkova v okrese Ústí nad Orlicí je pozůstatek někdejšího augustiniánského kláštera, který stával mezi obcemi Krasíkov a Třebařov nad Moravskou Sázavou. Pozůstatky klášterního areálu jsou od roku 1958 chráněny jako kulturní památka.

## Historie

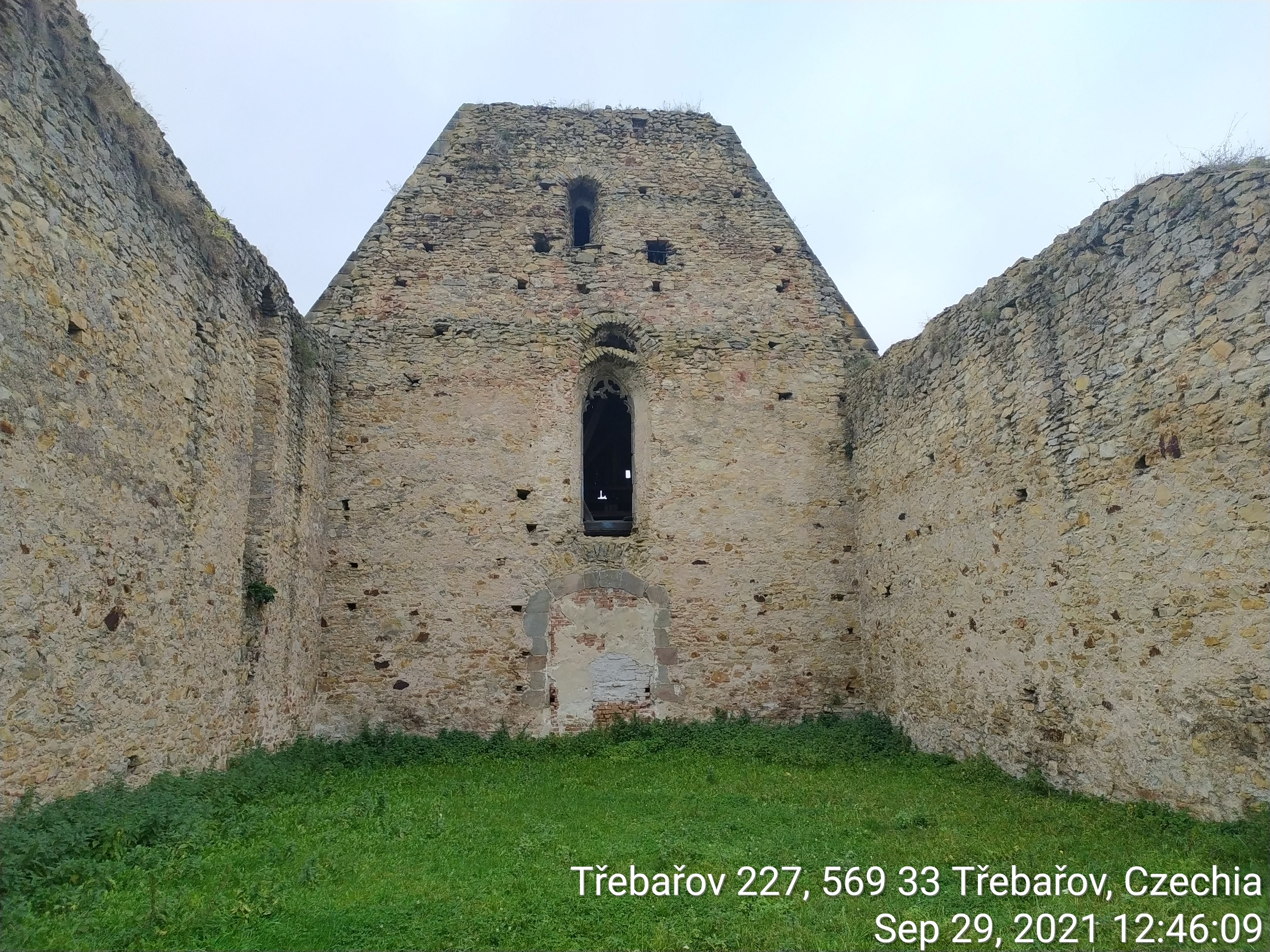
Pozůstatky klášterního kostela

V polovině 13. století dostal Boreš II. z Rýzmburka od krále Václava I. darem celé tehdejší Moravskotřebovské panství. Podle legendy Boreš jednoho dne poblíž Krasíkova na lovu spadl z koně a těžce se poranil. Jeho družiníci ho našli a odnesli na hrad. Z vděčnosti za své uzdravení nechal Boreš podle svého slibu v roce 1267 vystavět klášter pro dvanáct mnichů s kostelem a pojmenoval ho Koruna Panny Marie. Po jeho smrti se klášter měl také stát místem jeho posledního odpočinku.
Klášter byl zasvěcen nově vzniklému Řádu svatého otce Augustina, založeného v roce 1256, bula papeže Alexandra IV. Licet ecclesiae). Fundace byla nadána dvaceti lány v Třebařově, lesem u Krasíkova a náležela mu polovina obce Tatenice s mlýnem a později přibyla část Krasíkova. K mlýnu byl vybudován akvadukt, zřejmě nejstarší a největší v českých zemích.  Výsady kláštera později potvrdili také králové Karel IV. a Václav IV.
Klášter se postupně stal poutním místem, avšak v době husitských válek byl poničen a mniši dočasně odešli do Jevíčka. Po odeznění nepokojů byl konvent obnoven, ale v 16. století, po odchodu osazenstva do Brna, klášter v roce 1552 zcela zanikl.
Do dnešních dní se z klášterního areálu dochovaly pouze zbytky raně gotického kostela s dřevěnou zvonicí nedaleko vjezdu do Krasíkovského tunelu. 